# Deux suicides
Deux suicides (en russe : Два самоубийства) est un essai journalistique de Fiodor Dostoïevski, publié dans le Journal d'un écrivain, en octobre 1876, au premier chapitre, section III. L'essai est consacré au suicide d'Élisabeth Herzen (1858-1875), la fille d'Alexandre Herzen et de Toutchkova-Ogariova, qui s'est produit en décembre 1875, puis d'un deuxième suicide qui s'est produit 10 mois plus tard à Saint-Pétersbourg.

## Prise de connaissance par Dostoïevski
L'écrivain n'a appris ces événements que tardivement dans les journaux russes et dans une lettre de Constantin Pobiedonostsev. Le premier journal à rapporter le suicide est le Télégraphe de Kiev d'avril 1876, mais Dostoïevski ne l'a appris qu'en mai par les journaux de la métropole qui ont repris les nouvelles de leurs confrères de Kiev (Golos, La Gazette de Moscou). Constantin Pobiedonostsev informe Dostoïevski dans une lettre du 3 juin, citant ce qu'en disait Ivan Tourgueniev, qui avait appris l'existence de ces suicides en décembre. C'est ainsi que Dostoïevski ne reçoit les informations que de troisième main et que ses premières versions de son essai sont quelque peu déformées.

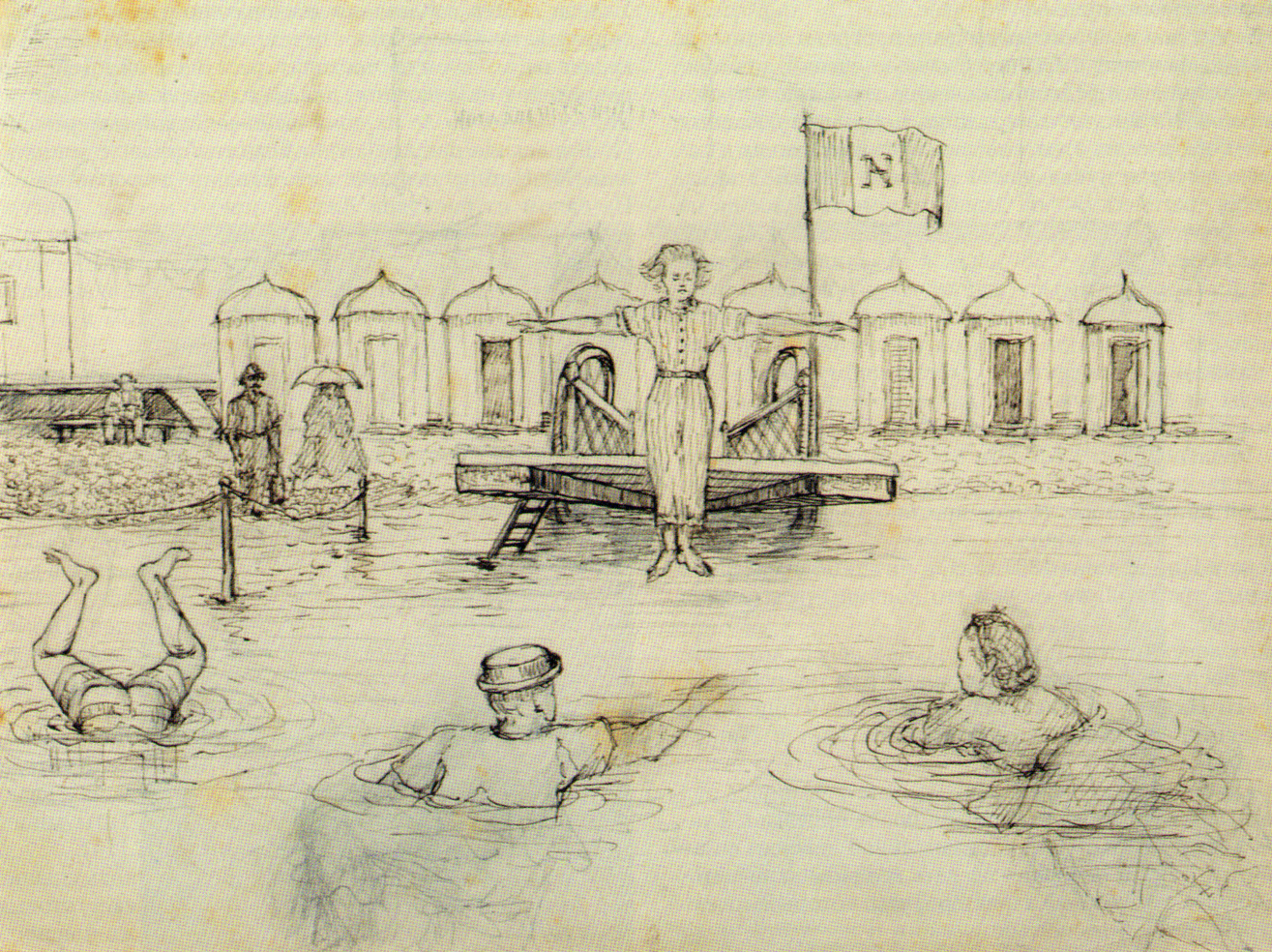
Baignade à Nice en 1867. Liza Herzen a neuf ans. Sa sœur Natalia est dessinée prête à sauter d'une passerelle.

## Premier suicide
Élisabeth Herzen s'est suicidée à Florence, à l'âge de dix-sept ans. Son père Alexandre Herzen était décédé six ans auparavant, en 1870. Dostoïevski parle d'une jeune fille de 23 ans parce qu'il confond avec une autre fille de Herzen, Olga. En fait, la jeune fille a 17 ans. L'écrivain avait rencontré Élisabeth et Olga à Gênes en 1863, et Élisabeth avait alors 5 ans tandis qu'Olga avait 11-12 ans. La véritable raison du suicide, Dostoïevski ne la cite pas parce qu'il ne la connaît pas. C'est l'amour d'Élisabeth pour un scientifique français, sociologue et ethnologue Charles Letourneau (1831-1902). Letourneau avait 44 ans lors du drame.
Une autre raison du suicide de la jeune fille Herzen est la relation difficile qu'elle avait avec sa mère, rendue plus tendue encore du fait de la liaison d'Élisabeth avec Letourneau. Nerveuse, déséquilibrée, Élisabeth avait une vision tragique de la vie. Elle accomplit son acte par esprit de vengeance contre sa mère, laissant une lettre sur son suicide et déversant sa bile et son ressentiment contre elle. Mais ici Dostoïevski est peut-être injuste envers la jeune fille en ajoutant une phrase qui ne se trouvait pas dans sa lettre. C'est la phrase écrite en français dans le texte : « Ce n’est pas chic! », que Dostoïevski a emprunté à la lettre de Pobiedonostsev. Le texte de cette lettre a été écrit par Élisabeth en français et en 1930 elle a été traduite en russe par Mikhaïl Gerchenzon, en même temps que d'autres documents de Nikolaï Ogarev et de N. A. Toutchkova-Ogariova. Le texte en français écrit par Élisabeth avant son suicide et sa traduction en russe sont arrivés dans les mains de Dostoïevski par un texte de Tourgueniev que ce dernier avait transmis de mémoire à Pobiedonostsev (les relations personnelles entre Tourgueniev et Dostoïevski n'étaient plus très bonnes après une dispute). Dostoïevski parle d'Élisabeth comme d'une Russe de sang, mais absolument pas par son éducation. Ce qui est confirmé par le fait de sa mauvaise connaissance de la langue russe. Avec sa mère elle parlait français, et la seule lettre d'elle en russe qui est conservée de la correspondance avec sa mère est pleine d'erreurs de grammaire et parle de son incapacité à exprimer ses pensées clairement en russe. Le texte laissé par la désespérée, cité par Dostoïevski, est le suivant : « Je vais entreprendre un long voyage. Si la tentative ne réussit pas, qu'on se rassemble pour fêter ma résurrection avec du champagne Cliquot. Si cela réussit, je prie qu'on ne me laisse enterrer que tout à fait morte, car il serait fort désagréable de se réveiller dans un cercueil sous terre. Ce n'est pas chic ! »
Le 27 décembre 1875, Ivan Tourgueniev, en quête d'informations sur l'évènement, écrit à Paul Annenkov : « …J'ai pour vous une triste et étrange nouvelle : la fille de Herzen et d'Ogariova , Élisabeth, s'est empoisonnée il y a dix jours à Florence au chloroforme. Elle imbibe de chloroforme une paquet d'ouate et applique celui-ci sur son visage en le nouant par derrière. Cela se passait après une dispute et pour se venger de sa mère. C'était une enfant intelligente, gâtée et méchante (elle n'avait que 17 ans !). Mais comment aurait elle pu être différente en venant d'une telle mère ! Elle a laissé une lettre sur le ton d'une plaisanterie, c'est une mauvaise idée ». Constantin Pobiedonostsev complète le jugement partial de Tourgueniev à propos d'Élisabeth et sa mère avec son avis sur leurs caractères et le transmet à Dostoïevski avec ces propos : « Bien sûr c'est une fille élevée dans le matérialisme et l'incroyance ». Quant à la phrase « Ce n’est pas chic ! », il ajoute dans sa lettre : « La dernière phrase est très expressive n'est-ce pas ? ». Dostoïevski, de son côté, insiste plutôt sur l'aspect meurtre par ennui, et n'indique pas les raisons : ni l'amour d'Élisabeth, ni son désaccord avec sa mère. L'écrivain commente ainsi la démarche d'Élisabeth.
« Ce chic ignoble et trivial sonne ici selon moi comme un défi. Peut-être y faut-il percevoir de l'indignation, de la haine, mais contre quoi ? Seules les natures peu fines  se suicident pour une cause toute matérielle, purement extérieure. D'après le ton de ce billet, on s'aperçoit que ce ne fut pas un pareil motif qui poussa la jeune fille à son acte. A quel sujet aurait elle éprouvé de l'indignation?... À cause du non-sens, du vide que présentait son existence ? ... Ici l'on sent une âme qui précisément s'indigne contre la théorie « de la rigueur, de la fixité » régissant les phénomènes qui ne supporte pas cette rigueur qu'on lui a inculquée dès l'enfance, quand elle était encore dans la maison de son père. Il est fort probable que son âme n'éprouvait aucun doute conscient à l'égard de ces questions: tout ce qu'on lui avait enseigné  dès l'enfance, elle y croyait ferme, à la lettre. Ainsi est-elle morte  simplement « de ténèbres froides et d'ennui », en proie à une souffrance pour ainsi dire animale et inconsciente. La vie l'étouffait comme si l'air lui eût manqué. Son âme inconsciemment, ne supportait pas la rigueur rectiligne et, inconsciemment aussi, exigeait quelque chose de plus complexe… »

## Deuxième suicide
Selon Dostoïevski, le suicide de la fille de l'écrivain Herzen (dont le nom n'est pas cité dans l'essai mais se laisse deviner sous le nom de l'émigré) contraste avec celui survenu à Saint-Pétersbourg dix mois plus tard, le 30 septembre 1876. C'est ce dernier suicide qui l'a poussé à écrire sur le premier et à développer les raisons de celui-ci qui lui semblaient appropriées. Dans le second suicide, Dostoïevski est frappé par une chose inouïe et étrange dans un suicide: une pauvre jeune-fille couturière, ne trouvant pas d'emploi se tue en sautant de la fenêtre de sa mansarde située au cinquième étage, en tenant une icône dans ses mains.
« C'est une sorte de suicide doux et humble. Ici on voit bien qu'il n'y a ni plainte, ni réprobation: mais simplement il n'était plus possible de vivre, Dieu ne le voulait plus et elle meurt en priant... Quelle différence entre ces deux êtres qui semblent ressortir de deux planètes différentes ! Quelle différence entre ces deux morts ! Laquelle de ces deux âmes a le plus souffert ici-bas, si toutefois il est permis sans inconvenance de poser une question aussi vaine ? » La deuxième jeune fille qui se suicide est originaire de Moscou. Elle s'appelle Maria Borissova. Selon des témoins oculaires, elle est passée par deux fenêtres, a glissé pieds nus sur le toit, s'est signée et s'est ensuite jetée dans le vide avec une icône dans ses mains. L'icône représentait le visage de la Sainte-Vierge et avait été consacrée par ses parents. Son corps sans connaissance est conduit à l'hôpital où malheureusement elle meurt bientôt. La veille elle s'était plainte d'une forte migraine et de sa pauvreté inévitable. Maria Borissova, dont le suicide a tellement frappé l'imagination de l'écrivain, a servi de prototype à l'héroïne à la nouvelle de Dostoïevski intitulée Douce qui a été écrite peu de temps après Deux suicides et est publiée dans le numéro suivant du Journal d'un écrivain .

## Jugement de l'écrivain
Dostoïevski réagit fortement à tous les cas de suicides dont il a connaissance. À leur sujet, il n'accepte pas les explications données par les médecins à ces drames consistant à dire que c'est la folie des suicidés qui est la cause de leur acte. La journaliste L. Simonova-Khokhriakova (1838-1900) se rend plusieurs fois chez Dostoïevski en 1876 et discute avec lui des documents du Journal d'un écrivain. En juillet, elle fait paraître son article dans Bulletin de la communauté de l'église sous le titre A propos des réflexions de F. Dostoïevski sur la femme russe. Plus tard, en 1881, après la mort de Dostoïevski elle écrit dans ses mémoires que « Fédor Dostoïevski est la seule personne qui a prêté attention au problème du suicide ; il a regroupé ses réflexions et les a résumées comme il le faisait toujours après une étude approfondie et sérieuse du sujet dont il parlait. Avant d'aborder le sujet il a suivi pendant une longue période les faits similaires relatés dans la presse, et ils étaient comme un fait exprès nombreux en 1876. Lors de chaque nouveau suicide il disait : De nouveau une victime et de nouveau de médecin légiste décide qu'il s'agit d'un cas de folie ! Les médecins sont ainsi faits qu'ils ne peuvent imaginer qu'il est possible à un homme de décider qu'il va se suicider à la suite d'un échec, ou simplement par désespoir, et à notre époque simplement en regardant comment est sa vie. C'est le réalisme qui est la cause et pas la folie ».